# Puccinellia pauciramea
Puccinellia pauciramea är en gräsart som först beskrevs av Eduard Hackel, och fick sitt nu gällande namn av Lev Melkhisedekovich Kreczetowicz, Pavel Nikolaevich Ovczinnikov och Anna Prokofevna Czukavina. Puccinellia pauciramea ingår i släktet saltgrässläktet, och familjen gräs. Inga underarter finns listade i Catalogue of Life.